# Chiara Badano

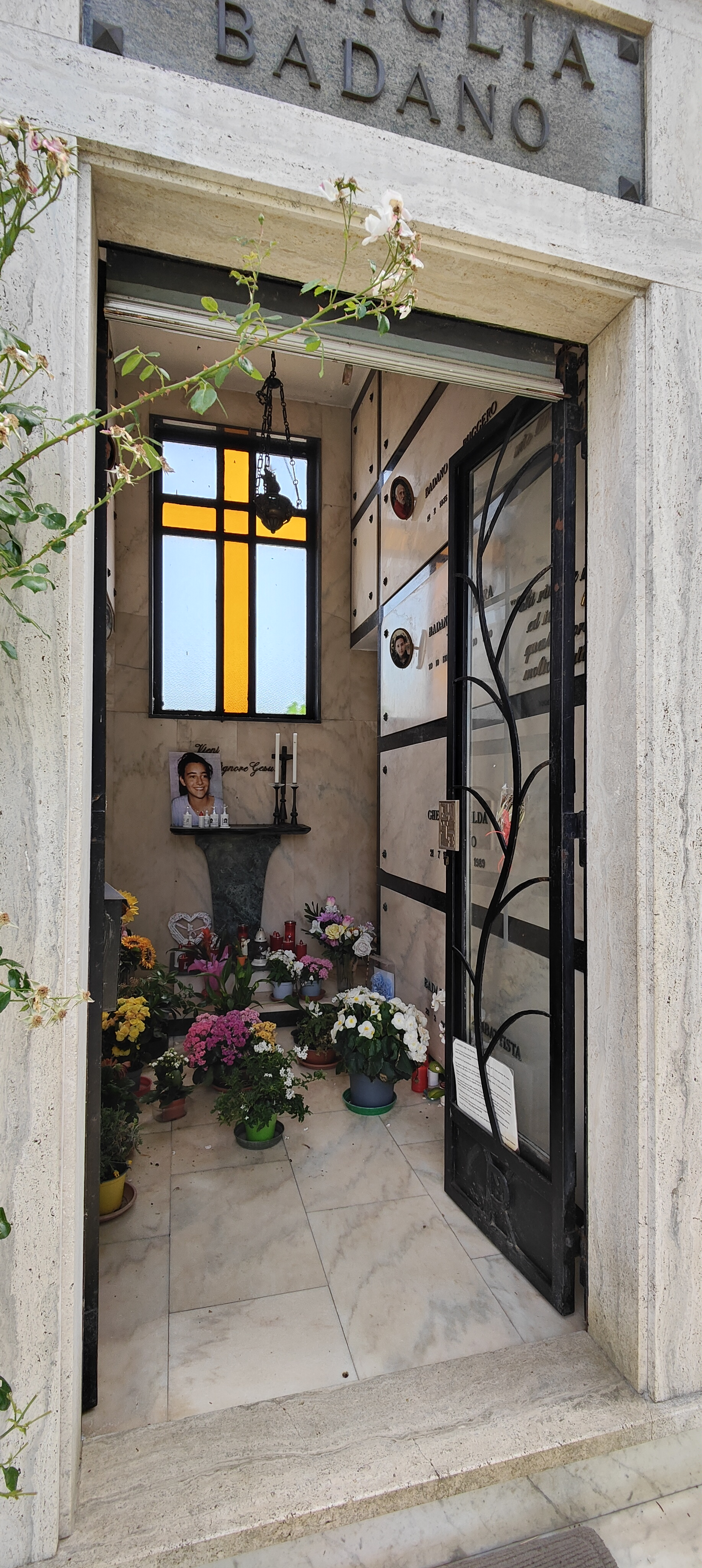
Chiara Badano's grafplaats

Chiara Badano (Sasello, Savona, 29 oktober 1971 – 7 oktober 1990) was een Italiaanse zalig verklaarde jongere gedreven door haar christelijke geloof. Veel mensen omschreven haar als genereus, uitgaand, zacht, levendig en gedetermineerd in elke beslissing die ze maakte. Haar moeder leerde haar de eerste stappen zetten in het christelijke geloof. Daarnaast was ze van jongs af aan betrokken bij de Focolarebeweging. Op zeventienjarige leeftijd werd ze getroffen door osteosarcoom, een kwaadaardige bottumor. Ondanks haar tegenslag, vertrouwde ze zich volledig op God. Tijdens haar twee laatste levensjaren bleef ze erg actief in de christelijke gemeenschap. Samen met Chiara Lubich, de stichter van de Focolarebeweging, startte ze een internationale beweging op voor jongeren. Ondanks de fysieke pijn, handelde ze in liefde en straalde ze een licht uit, dat opnieuw om haar heen straalde. Ze werd dan ook wel eens Chiara "Luce" genoemd. Op 7 oktober 1990 stierf ze door kanker. Haar begraafplaats werd een bedevaartsoord. In 2010 vond haar zaligverklaring plaats in Rome, waar 25.000 mensen samenkwamen.

## Kindertijd
Chiara Badano was enig kind van Maria Teresa en Ruggero Badano. Haar ouders hadden een grote kinderwens en verwelkomden na een wachtperiode van elf jaar Chiara. Ze kreeg een christelijke opvoeding, waarbij de nadruk lag op liefde en het geven van een goed voorbeeld.
Chiara werd door haar ouders omschreven als een vrijgevig, sociaal, zachtaardig en levendig kind. Haar vastberadenheid kwam naar voren in haar beslissingen. Op driejarige leeftijd werd Chiara geconfronteerd met pestgedrag in haar kleuterklas. Dankzij de begeleiding van haar moeder leerde ze zichzelf effectief te verdedigen en stopte de pesterijen.
In de lente van 1981 woonde Chiara met haar ouders een belangrijke internationale bijeenkomst van de Focolarebeweging bij, in de PalaEur in Rome. Op negenjarige leeftijd sloot ze zich aan bij deze beweging, waar ze God ontdekte als het hoogste voorbeeld van liefde en stelde Hem centraal in haar leven. Elke handeling die ze verrichtte, kreeg voor haar een diepere betekenis. Vanaf dat moment ervaarde ze dat het ware leven van Jezus wel degelijk realiteit is. Daarom, binnen de beperkingen van haar vermogens, streefde ze er altijd naar deze levensweg te volgen. Zelfs indien het geval ze faalde, stond ze keer op keer op om haar pad te vervolgen.
Chiara's leven verliep zoals dat van de meeste mensen, met momenten van geluk, hoop en uitdagingen die kenmerkend zijn voor haar leeftijd. Ze streefde ernaar om onvoorwaardelijk van iedereen te houden en maakte geen onderscheid op basis van rijkdom, persoonlijke voorkeur of geloofsovertuiging.

## Tienerjaren
Tijdens haar middelbareschooltijd verhuisde ze van Sassello naar Savona. Ondanks haar terughoudendheid en gebrek aan behoefte om zichzelf op de voorgrond te plaatsen, werd ze een vertrouwenspersoon voor veel van haar klasgenoten. Ze was altijd bereid om te luisteren zonder te oordelen en stond bekend als iemand op wie men kon rekenen.
In haar eerste jaar op de middelbare school werd ze geconfronteerd met haar eerste grote teleurstelling: ze moest het jaar opnieuw doen. Deze tegenslag werd door velen als onterecht beschouwd, omdat het voortkwam uit misverstanden met een leraar. Ze ervaarde ook typerende worstelingen aan haar leeftijd, zoals teleurstellingen in de liefde. Chiara probeerde elke keer haar pijn om te vormen in liefde.

## Ziekte
Op de middelbare school begon Chiara pijn in haar schouder te ervaren. Hiervoor werd ze op zeventienjarige leeftijd opgenomen in het ziekenhuis en ontdekte de dokters een kwaadaardige tumor, namelijk osteosarcoom met metastasen. Ze vroeg zich af waarom zij dit moest meemaken. Toch bleef ze steeds vertrouwen hebben in het plan dat Jezus voor ogen had. Doorheen deze moeilijke momenten kon ze toch rust vinden en vertrouwde dat Jezus enkel haar sterkte kon geven in haar situatie.
Uiteindelijk raakte ze verlamd en ondanks haar fysieke pijn, overtuigde ze haar omgeving dat God een plan voor haar had. De ziekte betekende geen keerpunt in haar spirituele zoektocht, maar eerder een kans om haar pad te vervolmaken. Hoewel ze fysiek immobiel was, bleef Chiara buitengewoon actief. De kleine telefoon aan haar bed werd het instrument waarmee ze nieuwe ideeën van liefde verspreidde, gevoelens van nabijheid communiceerde en ontving. In de periode van haar ziekte, stelde Chiara Lubich voor om een nieuwe internationale beweging voor jongeren te starten. Tijdens de oprichtingsconventie van de Youth for United World definieerde ze de doelstellingen en benadrukte ze de mogelijkheid voor iedereen om actief deel te nemen. Ze bleef actief in het leven staan en overwon elke nieuwe moeilijkheid door op veel manieren aanwezig te zijn.
Chiara had een voortdurende briefwisseling met Chiara Lubich. Ze deelde haar ervaring dat mensen in haar omgeving smeekten om een wonder voor haar genezing, maar vond dit zelf moeilijk om te vragen, omdat ze dacht dat het niet in overeenstemming was met Gods wil. Ze voelde dat God vroeg naar iets groters. Het belangrijkste voor haar was te leven naar Gods wil en het goede doen in elk moment. De oprichter van de Focolarebeweging was diep onder de indruk van de stralende glimlach op de foto die Chiara had meegestuurd. Zij gaf haar de naam "Chiara Luce": het licht van het ideaal dat de wereld verovert.

## Zaligverklaring
Na haar dood raakten haar verhaal en haar levensstijl de harten van velen en werd ze een model, een gids, een zuster voor duizenden jonge mensen. Ze is gekend geworden voor haar sterk geloof naar God en haar sereniteit en vreugde, die ze uitstraalde doorheen haar hele leven. Ondanks haar ziekte, bleef ze erg actief in haar geloof. Vijfentwintigduizend mensen stroomden naar Rome voor haar zaligverklaring op 25 september 2010 door paus Benedictus XVI. Echter, er zijn er veel meer die haar vader, moeder en vrienden de afgelopen jaren over de hele wereld hebben ontmoet. Sindsdien wordt haar feestdag gevierd op 29 oktober.
De week na de zaligverklaring nodigde paus Benedictus XVI in Palermo iedereen uit om Chiara te leren kennen.
"Haar leven was kort, maar het draagt een prachtige boodschap met zich mee. Gedurende twee jaar, het laatste jaar vol pijn, straalde ze altijd liefde en licht uit. Een licht dat om haar heen scheen en vanuit haar binnenste kwam: vanuit haar hart, vervuld van God. Hij benadrukte dat Chiara enkel liefde, sereniteit, vrede en geloof verspreidde. Dit was duidelijk een genade van God, maar deze genade was ook voorbereid en ging gepaard met menselijke medewerking. Niet alleen de medewerking van Chiara zelf, maar ook die van haar ouders en vrienden."— paus Benedictus XVI

## Stichting Chiara Badano
In 2011 hebben haar ouders en enkele goede vrienden de Stichting Chiara Badano opgericht die haar naam draagt, met als doel haar leven, imago en waarden te verspreiden en te beschermen, het verwelkomen van degenen die naar Sassello komen, het promoten van prijzen en solidariteitsacties, het verzamelen van getuigenissen van degenen die haar hebben gekend en de plaatsen in kaart brengen die in naar haar vernoemd zijn. Chiara's verhaal gaat tot op de dag van vandaag de wereld over via sociale netwerken, televisiespecials, musicals en biografieën in meer dan dertig talen. Ook komen overal mensen van alle leeftijden, klassen, culturen en religies getuigen over Chiara op pleinen, in kerken, sportzalen, oratoria.

### Prijzen
- Premio Art: De Stichting Chiara Badanon heeft de prijs in het leven geroepen om jongeren die dat willen de kans te geven met hun talenten te getuigen hoezeer het verhaal van Chiara Luce, haar ideaal en haar levensstijl hen heeft gefascineerd, betrokken en geïnspireerd. Jongeren van 10 tot 35 jaar kunnen hun verhalen, gedichten, liedjes, dansen, mimi, tekeningen, videoclips, strips, schilderijen en beeldhouwwerken insturen. Elk jaar wordt een winnaar bekend gemaakt.[8]
- Premio Solidarity: De Stichting Chiara Badano heeft de solidariteitsprijs in het leven geroepen: een jaarlijks initiatief om solidariteitsprojecten over de hele wereld te promoten. Want elk idee is een verantwoordelijkheid. De prijs identificeert een innovatief project over specifieke kwesties van sociaal belang met als doel de inhoud ervan te verspreiden om er een gemeenschappelijk erfgoed van te maken. Het doel is om het project te ondersteunen door middel van een economische bijdrage, om het aan te moedigen door middel van effectieve communicatie en om het open te stellen voor nieuwe vormen van ondersteuning. Naar een idee van Ruggero Badano en Delfina Giribaldi.[9]